# Palaquium bourdillonii
Palaquium bourdillonii är en tvåhjärtbladig växtart som beskrevs av Dietrich Brandis. Palaquium bourdillonii ingår i släktet Palaquium och familjen Sapotaceae. IUCN kategoriserar arten globalt som sårbar. Inga underarter finns listade i Catalogue of Life.